# Івлево (Подольський міський округ)
І́влево (рос. Ивлево) — присілок у складі Подольського міського округу Московської області, Росія.

## Населення
Населення — 130 осіб (2010; 49 у 2002).
Національний склад (станом на 2002 рік):
- росіяни — 82 %